# François-Marie de la Croix
Johann Baptist Jordan, en religion et plus connu sous le nom de François-Marie de la Croix, né le 16 juin 1848 à Gurtweil (grand-duché de Bade) et mort le 8 septembre 1918 à Tavel (canton de Fribourg, Suisse), est un prêtre catholique allemand, fondateur de la Société du Divin Sauveur et des Sœurs du Divin Sauveur. Il est vénéré comme bienheureux par l'Église catholique.

## Biographie
Johann Baptist Jordan naît le 16 juin 1848 à Gurtweil, dans une famille pauvre. Son père meurt alors qu'il n'a que 14 ans. Ce coup du sort change sa nature : il a maintenant soif d'apprendre et recherche l'isolement et la privation. Lorsqu'il quitte l'école, il apprend le métier de peintre décorateur et pose des voies ferrées avant de reprendre ses études secondaires à l'âge de 26 ans. Il souscrit à l'étude de la théologie et de la philosophie à l'Université de Fribourg. En 1878, il est ordonné prêtre.
Il ne peut exercer son sacerdoce en Allemagne en raison des lois anti-catholiques liées au Kulturkampf. Il s'installe alors à Rome, où il étudie l'araméen, le syriaque et le copte au Séminaire pontifical. Après un voyage éducatif en Orient, il fonde, le 8 décembre 1881, la Société du Divin Sauveur et prend le nom de Père François-Marie de la Croix.
Le 8 décembre 1888, il fonde l'ordre des Sœurs du Divin Sauveur avec l'aide de la baronne Therese von Wüllenweber, également connue sous le nom de Mère Marie des Apôtres.
En raison de sa santé défaillante et du déclenchement de la Première Guerre mondiale, François-Marie de la Croix Jordan s'installe en Suisse, pays neutre. Il meurt le 8 septembre 1918 à Tavel. Ses restes sont exhumés le 12 septembre 1956 et inhumés à la Maison Générale à Rome.
En 1942, son dossier de béatification est ouvert. Il est béatifié en 2021.

## Literatur
- (de) Reinfried Schneider, « Jordan, Johann Baptist », dans Neue Deutsche Biographie (NDB), vol. 10, Berlin, Duncker & Humblot, 1974, p. 600–601 (original numérisé).
- (de) Günther Mayer, « Jordan, P. Franziskus M. vom Kreuz », dans Biographisch-Bibliographisches Kirchenlexikon (BBKL), vol. 3, Herzberg, 1992 (ISBN 3-88309-035-2, lire en ligne), colonnes 641-643 (Article sur Internet Archive)
- Martin Kolozs (de), P. Peter van Meijl SDS, Gründungscharisma von Pater Jordan – Im Spannungsfeld zwischen Ursprung, Wandel und Anpassung (1878–1915), The Best Kunstverlag, Wels, 2018.